# 둥굴레
둥굴레는 비짜루과(아스파라거스과)의 여러해살이풀로 과분꽃이라고도 하며, 학명은 Polygonatum odoratum var. pluriflorum이다.

## 분포
한국·일본·중국 등지에 분포한다.

## 특징
뿌리줄기는 원기둥꼴이며 굵고 긴 마디가 있고 수염뿌리가 많다. 줄기는 곧은데 위쪽이 다소 비스듬히 기울어 모가 나고 높이 15cm 내외이다. 잎은 어긋나며 잎자루가 매우 짧고 달걀꼴 또는 긴 타원형이며 뒷면이 분처럼 희고, 다소 위를 향하며 길이 5-8cm 내외이다. 꽃은 6-7월에 1-2개씩 잎겨드랑이에서 피며 꽃자루는 단일하거나 혹은 2갈래로 갈라지고, 꽃잎은 길이 약 2cm이고 끝이 6갈래로 갈라지는데 각 조각은 달걀꼴로 녹색이다. 수술은 6개이고 수술대에 잔돌기가 있다. 열매는 장과로 둥글고 검게 익는다.

## 쓰임새
뿌리·잎은 약용하며, 전분·어린잎은 식용한다. 뿌리줄기는 식용 및 자양강장제로 사용한다. 몸 안의 진액과 양기를 길러주는 자양, 폐가 건조하지 않도록 윤활하게 해주는 윤폐, 갈증을 멈추어주는 지갈, 진액을 생성해주는 생진 등의 효능이 있다. 허약체질의 개선, 폐결핵, 마른기침, 가슴이 답답하고 갈증이 나는 번갈, 당뇨병, 심장쇄약, 협심통, 소변빈삭 등을 치유하는데 응용한다. 타박상이나 삐었을 때는 강판으로 간 것을 가제에 넓게 펴서 기름종이에 붙여 환부에 바르면 효과가 있다.

## 재배 및 관리
양지 바른 곳이나 반그늘의 사질양토에서 잘 자라지만 어떤 흙에서도 잘 견딘다. 이른 봄이나 늦가을에 심는 것이 좋다. 화분에서 기를 때는 산모래에 부엽을 30퍼센트 정도 섞어 사용한다. 포기가 늘어나는 속도가 빠르므로 2~3년에 한번씩 분을 갈아주면 포기나누기로 번식시킨다.